# 梅甘·霍奇
梅甘·霍奇（英語：Megan Hodge，1988年10月15日—），美国女子排球运动员，司职主攻。她曾代表美国国家队参加2012年夏季奥林匹克运动会女子排球比赛，获得一枚银牌。